# Acemya masurius
Acemya masurius är en tvåvingeart som först beskrevs av Walker 1849.  Acemya masurius ingår i släktet Acemya och familjen parasitflugor. Inga underarter finns listade i Catalogue of Life.